# Ronald Stolk
Ronald Stolk (Middelburg, 19 maart 1966) is een Nederlandse zwemtrainer.

## Coach
In de periode 2006-2011 was Stolk hoofdtrainer van de Fuut in Maarssen. Daar maakte hij kennis met talentontwikkeling. Zijn eerste kennismaking met de topsport deed hij op als assistent van Fedor Hes en hij maakte van het meten van tijden, monitoren van dagelijkse waarden, videoanalyses en testen zijn specialiteit.
Vanaf 2011 tot eind 2015 was Ronald Stolk KNZB-talentcoach bij het talentcentrum "DAW" in Alkmaar. Op 3 oktober 2016 nam Saskia de Jonge zijn taak in Alkmaar over. Begin 2015 begon Stolk samen met Sandra Zwaanswijk, Robert Slippens en Bianca van Diepen aan het opzetten van het NTB Regionaal Trainingscentrum (RTC) Alkmaar voor de Nederlandse Triathlon Bond (NTB). Hij is daar verantwoordelijk voor de zwemtrainingen en coördinatie.
In de zomer van 2016 werd Stolk gevraagd door Titus Mennen en Marcel Wouda om interim-bondscoach open water te worden bij de KNZB, en hij begeleidde de Nederlandse ploeg tijdens de wereldkampioenschappen open water in Hoorn en de Europese kampioenschappen in Piombino in Italië. tot december 2018 was Stolk in dienst bij de KNZB als Talentcoach Open Water Zwemmen.

## Core Tri Team
Vanaf september 2019 is Stolk gestart met een nieuw project binnen de sport. Het opstarten van het Dames triathlon team "Core Tri Team". Dit triathlon team heeft deelgenomen aan de Nederlandse ere divisie onder de licentie en voor de club Oceanus in Aalsmeer. Voor dit team zijn uitgekomen Kim Groeneveld, Elianne Huitema, Corine Nelen, Noa Oldenhof, Dominique van Dijk, Agnes van Burg.

## Podcast
Talent Talk - De Podcast - Even iets anders, voorheen Small Talk - de podcast - even iets anders is een Nederlandse podcast met Stolk als host. In de podcast spreekt Stolk met een gast over zijn of haar talent, hun jeugd en ontdekking van hun eigen talent en hun visie op het ontwikkelen van hun eigen talenten. Dit zijn meestal gasten uit de sport zoals coaches en atleten, maar ook presentatoren, artiesten, hulpverleners en meer. Stolk is van mening dat iedereen een talent bezit. De gasten zijn wel meestal bekend om hun talent of zijn talentontwikkelaars.

## Monitoren
In 2010 begon Stolk samen met Robert Slippens met het ontwikkelen en bedenken van software voor het begeleiden van sporters en coaches. Het monitoren van sporters via sensoren, automatisch meten van tijden en het gebruik van logboeken is daarvan het resultaat. In 2017 is hij gestart met het onderzoeken en ontwikkelen van een nieuwe unieke methode die lijkt op een organisch database.

## In de pers
- Stolk en Robbertsen vervangen Truijens
- RTL Nieuws
- Nieuwsuur 2016